# Macrocera nephrotoma
Macrocera nephrotoma är en tvåvingeart som beskrevs av Loïc Matile 1972. Macrocera nephrotoma ingår i släktet Macrocera och familjen platthornsmyggor.
Artens utbredningsområde är Madagaskar. Inga underarter finns listade i Catalogue of Life.